# Bag It
Bag It: Is Your Life Too Plastic? is een Amerikaanse documentairefilm uit 2010. De film onderzoekt de effecten van het gebruik van plastic op het milieu op land en in zee en op de gezondheid van (zee)dieren en mensen en onderzoekt mogelijkheden het gebruik van plastic te verminderen. De documentaire werd op 13 juni 2014 uitgezonden door de VARA als afsluiting van de themaweek over plastic van Kassa groen.

## Inhoud
Komiek Jeb Berrier verbaast zich erover dat wegwerpproducten die soms maar enkele minuten gebruikt worden, gemaakt zijn van het onverwoestbare plastic, dat gemaakt is van de schaarse grondstof aardolie, die er miljoenen jaren over gedaan heeft om te ontstaan. In een poging zijn eigen gebruik van plastic verpakkingsmateriaal te verminderen, probeert Berrier een maaltijd uit een drive-inrestaurant geserveerd te krijgen op zijn eigen bord, zonder plastic verpakking maar het wordt hem geweigerd. Berrier, wiens vrouw zwanger is, ontdekt dat chemicaliën uit plastic verpakkingen, gebruiksgoederen zoals speelgoed en drinkbekers en lichaamsverzorgingsproducten in het lichaam terechtkomen en ziektes en aandoeningen veroorzaken zoals diabetes, autisme, ADHD en veranderingen in de ontwikkeling van voortplantingsorganen. Om dit aan te tonen gebruikt Barrier enige tijd veel producten die in plastic zijn verpakt en/of opgewarmd (kant-en-klare microgolfovenmaaltijden) of ftalaat (babyshampoo) bevatten en laat zijn bloed voor en na de test analyseren. De waarden van stoffen als ftalaten en bisfenol A bleken enorm gestegen. De documentaire bevat interviews met onder andere Peter Coyote en Paul Watson.

## Prijzen
- Blue Oceans Film Festival: Best of Festival Award
- Flagstaff Mountain Film Festival: Audience Choice Award
- Ashland Independent Film Festival: Best Documentary Audience Award
- Mountainfilm in Telluride: Audience Choice Award
- Wild & Scenic Film Festival: nominatie Audience Award